# Jelkun
Jelkun (en rus: Желкун) és un poble de l'óblast de Nóvgorod, a Rússia, segons el cens del 2010 tenia 15 habitants.